# پرنده شکاری (مجموعه تلویزیونی)
پرنده شکاری (انگلیسی: Bird of Prey) یک مجموعهٔ تلویزیونی تکنو تریلر درام بریتانیایی است که در سال ۱۹۸۲ منتشر شد.

## بازیگران
| - ریچارد گریفیتس در نقش هنری جی - کارول نیمونز در نقش آن جی - نایجل داونپورت در نقش چارلز بریج‌نورث - کریستوفر لوگ در نقش اوگو ژاردن - پاملا مویسیویچدر نقش دوشیزه لوکاس - ریچارد آیرسون در نقش گروهبان بازپرس واین - جیم برودبنت در نقش سربازرس ریچارسون - مایکل اوهاگان در نقش کارآگاه پلیس اسلیتر - بیلی هامون در نقش کارآگاه پلیس موریسی - رودی دلهم در نقش باربر هتل - وولف موریس در نقش آقای مارتین - گیدو آدورنی در نقش ماریو - ادی مینئو در نقش دینو | - ریچارد گریفیتس در نقش هنری جی - کارول نیمونز در نقش آن جی - هیو فریزر در نقش کلنر - والری مینیفی در نقش ایرن بنسون - جک چیسیک در نقش فرد بنسون - ریچارد مایلز در نقش دسنیار گالری هنری - الن فورد در نقش تلما دنت - هیتر توبیاس در نقش هالستون - باب پک در نقش گرگوری - بارا چمبرز در نقش جنکس - ماریان کـِمِـر در نقش مارتون - استفن واسور در نقش اسپوک - انریکه ماساری در نقش ترپدور |